# Breaking the Waves (opéra)
Breaking the Waves est un opéra en trois actes de Missy Mazzoli sur un livret en anglais de Royce Vavrek. L'œuvre est tirée du film Breaking the Waves de Lars Von Trier qui eut la Palme d'or au festival de Cannes en 1996.
L'ouvrage est une commande de l'Opéra de Philadelphie à Missy Mazzoli, où il est présenté pour la première fois au monde, le 22 septembre 2016.

## Historique
La création européenne, dans une deuxième mise en scène réalisée par Tom Morris, a eu lieu le 21 août 2019 au Festival d'Edinburgh en co-production avec Opera Ventures, Scottish Opera et Houston Grand Opera. L'Opéra Comique a repris pour trois séances, cette mise en scène pour une création française en mai 2023. Pour l'ensemble de ces représentations de la mise en scène de Tom Morris, la distribution réunissait Sydney Mancasola  (Bess), Wallis Giunta (Dodo) et Susan Bullock (la mère de Bess).
L'oeuvre est bien accueillie par les critiques aux USA comme en Europe. À l'occasion de la création française, sous le titre "Dieu, l'amour et la mort", France Culture, sous la plume de Mohamed Berkani, souligne « Royce Vavrek et Missy Mazzoli proposent une adaptation d’une rare puissance dramatique du film éponyme de Lars Von Trier. Fascinant. » tandis que le magazine Diapason annonce « Breaking the Waves, la vague venue d’Amérique qui emporte Favart ». Sydney Mancasola reçoit également de nombreux compliments pour sa performance en Bess et est récompensée par un Herald Angel Award lors des représentations du festival d'Edimbourg, pour « la soprano tour de force ».

## Argument
L'histoire se passe dans les années 1970 sur l'île de Skye dans les Highlands en Écosse.

### Acte 1
Bess tombe amoureuse de Jan, un travailleur norvégien engagé sur une plate-forme off-shore au large des côtes écossaises. Ils se marient à l'Eglise dans la stricte tradition rigoriste calviniste de sa ville natale. Bien que leur union reçoive la bénédiction des anciens du village, Jan reste considéré comme un étranger. Bess prend ses vœux de mariage au sérieux, et découvre l'amour et la jouissance sexuelle avec son nouveau mari. Mais Jan doit retourner à son travail sur la plate-forme ce qui plonge Bess dans une profonde dépression. La mère de Bess tente de réfréner les excès sentimentaux de sa fille et menace de l'envoyer dans un hôpital psychiatrique. La belle-sœur de Bess, Dodo, met Jan en garde contre l'état émotionnel et mental fragile de sa femme.
Dans des conversations avec Dieu, Bess cherche des réponses et du réconfort, et demande secrètement qu'une intervention spirituelle ramène Jan à la maison plus tôt. Un accident presque mortel sur la plate-forme oblige Jan à rentrer chez elle dans des circonstances inattendues alors que Bess réfléchit à ses propres désirs…

### Acte 2
Bess apprend que l'accident sur la plate-forme a laissé Jan presque complètement paralysé. Elle pense que c'est sa faute et cherche la rédemption par tous les moyens. Désireux de libérer sa femme et d'avoir des relations par procuration, Jan encourage Bess à trouver des hommes pour des rencontres sexuelles. Lorsque Jan essaie de se suicider, Bess est convaincue qu'elle doit obéir à son mari et trouver de nouveaux amants. Les tentatives infructueuses avec des étrangers coïncident avec un déclin de la santé de Jan, mais, à l'inverse, Bess remarque que la santé de Jan se stabilise au fur et à mesure que certaines de ses nouvelles explorations sexuelles se produisent et elle n'a de cesse de les multiplier.

### Acte 3
Mais le comportement de Bess est jugé scandaleux par la communauté et elle est excommuniée de l'Église. Elle ne comprend pas du tout le sens de la sanction et du rejet dont elle fait l'objet et sa fervente résolution de sauver Jan ne fait que se renforcer. Au hasard de ses rencontres, Bess se retrouve à bord d'un grand navire cargo, le bateau rouge, où elle est sauvagement violée et mutilée par des marins. Son corps est transporté à l'hôpital. Elle meurt dans les bras de Dodo alors que Jan se réveille à la suite d'une opération. Sa santé s'est considérablement améliorée. Les anciens acceptent d'offrir à Bess des funérailles calvinistes, mais insistent pour qu'elle soit enterrée comme une pécheresse et vouent son âme à l'enfer. Jan, qui a complètement récupéré et marche à présent avec une béquille, dit adieu à sa femme aux côtés de son vieil ami Terry et de Dodo restée fidèle à la jeune femme.

## Distribution des rôles
Première représentation à l'Opéra de Philadelphie.
| Rôle              | Voice type    | Distribution de la Première du 22 September 2016 (Direction musicale : Steven Osgood) |
| ----------------- | ------------- | ------------------------------------------------------------------------------------- |
| Bess McNeill      | soprano       | Kiera Duffy                                                                           |
| Jan Nyman         | baryton       | John Moore                                                                            |
| Dodo McNeill      | mezzo-soprano | Eve Gigliotti                                                                         |
| Mrs. McNeill      | soprano       | Patricia Schuman                                                                      |
| Dr. Richardson    | tenor         | David Portillo                                                                        |
| Terry             | basse baryton | Zachary James                                                                         |
| Minister          | basse baryton | Marcus DeLoach                                                                        |
| Sadistic Sailor   | baryton       | John David Miles                                                                      |
| The Runt          | tenor         | George Ross Somerville                                                                |
| The Stone Thrower | tenor         | Daniel Taylor                                                                         |